# Kalanchoe gastonis-bonnieri
Kalanchoe gastonis-bonnieri é uma planta suculenta do gênero kalanchoe nativa de Madagascar, com folhas verdes com manchas marrons. Também é chamada de orelha de burro.